# Racaille Blues
Pour les articles homonymes, voir Racaille (homonymie).
Rokudenashi Blues (ろくでなしBLUES, Rokudenashi Blues) est un manga écrit et dessiné par Masanori Morita, prépublié dans le magazine Weekly Shōnen Jump entre 1988 et 1997 et édités en 42 volumes reliés par Shūeisha. La version française est initialement publiée par J'ai lu entre 2002 et 2005 sous le nom de Racaille Blues, et une réédition en 25 tomes par Pika Édition est publiée depuis juin 2022, cette fois-ci sous son nom original.
Il relate les aventures de jeunes lycéens. C'est un manga qui s'adresse avant tout aux adolescents ou jeunes adultes, mettant en scène des bagarres, des histoires d'amour, d'amitié, d'honneur, de respect, valeurs morales auxquelles est attaché le personnage principal. Le tirage total de la série s'élève à plus de 60 millions d'exemplaires.
Le manga est adapté en OAV et en film d'animation réalisés tous les deux par Toei Animation sortis en 1992 et 1993, respectivement. Deux films live sont ensuite sortis en 1996 et 1998, respectivement, ainsi qu'un drama en 2011.

## Personnages

### Les personnages principaux
Taïson Maeda
Ce jeune garçon de seize ans est un passionné de boxe. Mais ce qu'il aime avant tout, c'est le combat de rue. Il est extrêmement charismatique, entièrement stupide mais dispose d'un sens de l'honneur et du respect hors du commun. Élève en seconde au lycée Teiken (ce qui signifie poing impérial en japonais), il s'impose rapidement en frappant un professeur dès la rentrée des classes sous prétexte que l'uniforme des filles a changé cette année. Mais derrière cette apparence grotesque et brusque se cache un personnage sensible et acharné, et qui malgré ce que l'on peut penser se retrouve parfois en proie à des problèmes concernant sa vie, ses relations, son avenir, etc.
Chiaki Nanase
Jeune fille un peu timide, elle est celle dont Maeda tombera amoureux, et bien que ce sentiment soit réciproque, tout au long de la série l'auteur nous tient en haleine dans un suspense où chacun des deux personnages se renvoie la balle quant aux erreurs de l'autre. Elle est intelligente, belle et très affective et c'est presque toujours elle qui remet Maeda à sa place quand ce dernier en vient à prendre trop à cœur des choses qui pour elle ne sont pas dignes de la plus petite attention.
Katsuji Yamashita
Comparse de Maeda, avec Yoneji. Il se donne entièrement pour Maeda qui plus d'une fois l'a sorti de problèmes très compliqués. Cela dit, il ne faut pas croire qu'il est son esclave ou son domestique. Tout comme son meilleur ami Yoneji, il ne suit Maeda que parce que celui-ci lui inspire le plus profond respect. Petit ami de Kazumi Imaï.
Il entre dans une rage folle dès qu'on a la malheur de se moquer de la taille de son front.
Yoneji Sawamura
Meilleur ami de Katsuji et également complice de Maeda. Petit ami de Sayuri.
À la manière de son ami Katsuji, il devient fou à la moindre moquerie sur son nez.
Kazumi Imaï
Petite amie de Katsuji, meilleure amie de Chiaki. Écervelée, tendre et immature, Kazumi est la pointe d'enfance dans un manga qui se veut souvent violent et cruel (on assiste en effet de nombreuses fois à des agressions, des vols, des tentatives de viol...).
Sakamoto
Premier véritable adversaire de Maeda qui, à la manière de Dragon Ball, sera le premier d'une longue série. La manière dont ils se rencontrent et finissent par se haïr est totalement absurde, mais l'auteur a su donner souvent un parfum de complexité à son œuvre en mêlant les histoires les unes aux autres et en nous alimentant sans cesse de quiproquos et de malentendus. Sakamoto est le caïd du lycée Yonekura, vice-champion de Tokyo de judo, il est imbibé d'un sens de l'honneur particulier et d'une fierté énorme.
Seikichi Harada
Champion de boxe junior qui a perdu sa licence en voulant protéger la jeune fille de son "cutman" (soigneur d'un boxeur), d'une bande de voyous. Il souffre d'un décollement rétinien et constitue le rêve de Maeda : devenir un grand boxeur. En effet après avoir subi une opération de l'œil, ce jeune homme deviendra en peu de temps champion du Japon. Beau gosse et sûr de lui, il attirera les filles ainsi que le cœur de Mafuyu ce qui ne cessera de provoquer la plus grande jalousie chez Maeda. Ils s'affronteront pour le titre de champion du monde dans le dernier tome.

### Les Rois du Ciel
À partir du tome 14, Racaille Blues s'inscrit dans un rythme où Maeda est confronté à trois adversaires qui, à la manière de Dragon Ball Z, sont sans cesse plus puissants. Sans s'enfoncer dans un enchaînement de batailles identiques et sans intérêt, chaque personnage a ses raisons, son caractère, sa force et ses ambitions et c'est en grande partie grâce à ces rencontres, même si elles sont de la plus grande hostilité, que Maeda grandira et apprendra. 
Les Rois du Ciel sont les quatre adolescents censés être les plus forts de Tokyo.
Onizuka
Le premier adversaire sérieux de Maeda. Il mène sa bande d'une main de fer, ne connaît pas la pitié, l'amour et ignore tout de l'amitié. On le présente comme un monstre, un rustre. On découvrira qu'il cache en fait une grande détresse intérieure. Ce personnage est clairement inhumain et n'hésite pas à infliger les plus profondes blessures, à qui que ce soit, pour remporter. In extremis, Maeda le vaincra au début du tome 16 et ce sera une relation de respect mutuel qui s'installera alors (même si plus tard Maeda en viendra à le traiter de gros hippopotame).
Yakushiji
Expert en arts martiaux, c'est un ex de Chiaki qui essaie de la retrouver par tous les moyens. Sans l'avouer, Maeda va le voir pour s'expliquer avec lui sous prétexte que des hommes de sa bande sont venus agresser des amis du jeune héros sans raisons apparentes. Maeda mettra fin à ses ambitions en remportant la victoire dans le tome 20 devant le regard affolé des deux bandes respectives. On ne saura jamais vraiment s'ils s'entendent bien par la suite, néanmoins Yakushiji consentira à lui apporter son aide lorsque Maeda sera confronté au plus terrible de tous ses adversaires. Ce jeune adolescent est, aux yeux de Maeda, un poulpe baveux.
Kasaï
C'est le premier qui infligera une défaite cuisante à Maeda, le laissant pour mort dans un parc. C'est un chef de bande dont le pouvoir est issu uniquement de la crainte qu'il inspire aux autres et sa puissance est terrifiante. Maeda ne supportera pas d'avoir subi un échec aussi violent et décidera de lui-même de déclarer la guerre aux Seidokan, le lycée où règne Kasai. Il le vaincra dans le tome 29, après moult péripéties de la part de tous les personnages.

## Manga
Le manga a été publié dans le magazine Weekly Shōnen Jump entre 1988 et 1997,. Il a ensuite été compilé en 42 volumes entre janvier 1989 et avril 1997 avec un total de 422 chapitres,. Une édition bunko de 25 volumes est publiée entre 2002 et 2003,. En France, la première édition est parue aux éditions J'ai lu entre 2002 et 2005,. L'édition bunko est publiée en grand format chez Pika Édition à partir du 1er juin 2022.